# Поликанов, Владимир Алексеевич
Владимир Алексеевич Поликанов (8 сентября 1940, Озёры, Московская область — 1994) — советский футболист, нападающий.

## Биография
Родился 8 сентября 1940 года в городе Озёры Московской области.

## Карьера
Воспитанник группы подготовки при команде ЦСК МО Москва.
За свою карьеру выступал в советских командах К-да г. Кривого Рога, «Авангард» (Коломна), ЦСКА, «Звезда» (Серпухов), «Выстрел» (Солнечногорск), «Знамя Труда» (Орехово Зуево), «Спартак» (Москва), «Локомотив» (Винница), «Торпедо» (Люберцы) и «Цементник» (Семипалатинск).